# Marc Licini Cras Frugi
Marc Licini Cras Frugi (en llatí: Marcus Licinius M. f. Crassus Frugi) va ser un magistrat romà del segle i aC. Pertanyia a la gens Licínia, una antiga família romana d'origen plebeu, i era de la branca dels Licini Cras, en tant que fill adoptiu del cònsol Marc Licini Cras, net de Cras el triumvir; el seu pare biològic, per la seva banda, era Marc Pupi Pisó Frugi.
Va ser cònsol l'any 14 aC sota l'emperador romà August, ja durant l'Imperi. Entre els anys 13 aC i 10 aC va exercir el càrrec de governador romà a la Hispània Tarraconesa. Es coneix poc més de la seva carrera política.
Va tenir un fill anomenat també Marc Licini Cras Frugi, que va ser cònsol l'any 27 i es va casar amb Escribònia, descendent de Pompeu el Gran. També va tenir una filla anomenada Licínia, que es va casar amb Luci Calpurni Pisó, cònsol també l'any 27.